# Cabinet Schwerin von Krosigk
 (mai 2014).
Si vous disposez d'ouvrages ou d'articles de référence ou si vous connaissez des sites web de qualité traitant du thème abordé ici, merci de compléter l'article en donnant les références utiles à sa vérifiabilité et en les liant à la section « Notes et références ».
Gouvernement de Flensbourg
Goebbels Occupation alliée 
 Adenauer I
1949-1950
Le cabinet Schwerin von Krosigk, du nom du chef de gouvernement provisoire allemand Lutz Schwerin von Krosigk, est en fonction du 2 au 23 mai 1945, sous la présidence de Karl Dönitz, alors président du Reich. Il est aussi appelé gouvernement de Flensbourg.
C'est sous son gouvernement que les actes de capitulation du Troisième Reich sont signés le 7 mai 1945, à Reims, puis à Berlin le lendemain.

## Composition
| Image                                                | Fonction | Nom | Nom                                                          | Affiliation politique |
| ---------------------------------------------------- | --- | --- | ------------------------------------------------------------ | --------------------- |
|                                                      | Chancelier puis chef de gouvernement |     | Lutz Schwerin von Krosigk                                    | NSDAP                 |
| Ministre des Affaires étrangères                     | |     | Lutz Schwerin von Krosigk                                    | NSDAP                 |
| Ministre des Finances                                | |     | Lutz Schwerin von Krosigk                                    | NSDAP                 |
|                                                      | Ministre de l'Intérieur |     | Paul Giesler (jusqu'au 6 mai)                                | NSDAP                 |
|                                                      | Ministre de l'Intérieur |     | Wilhelm Stuckart (à partir du 6 mai, jusque-là à la Culture) | NSDAP                 |
|                                                      | Ministre de la Justice |     | Otto Georg Thierack                                          | NSDAP                 |
|                                                      | Ministre de l'Économie |     | Albert Speer                                                 | NSDAP                 |
| Ministre de l'Armement et de la Production de guerre | |     | Albert Speer                                                 | NSDAP                 |
|                                                      | Ministre de l'Alimentation, de l'Agriculture et des Forêts |     | Herbert Backe                                                | NSDAP                 |
|                                                      | Ministre de l'Industrie et du Travail |     | Franz Seldte                                                 | NSDAP                 |
|                                                      | Ministre de la Guerre |     | Karl Dönitz (président)                                      | NSDAP                 |
|                                                      | Ministre des Transports |     | Julius Dorpmüller                                            | NI                    |
| Ministre des Postes et aux Communications            | |     | Julius Dorpmüller                                            | NI                    |
|                                                      | Chef de l'état-major de la conduite des opérations militaires au Haut Commandement de la Wehrmacht et représentant du président du Reich pour les négociations avec les Alliés occidentaux (américains, britanniques et français) |     | Alfred Jodl                                                  |                       |
|                                                      | Chef du Haut Commandement de la Wehrmacht et représentant du président du Reich pour les négociations avec l’Union soviétique |     | Wilhelm Keitel                                               |                       |